# Wolfgang W. Parth
Wolfgang Willi Parth (* 2. Januar 1910 in Mannheim; † 16. Dezember 1982 in München; Pseudonym: Wolfgang W. Parth) war ein deutscher Journalist und Autor.

## Leben und Werk

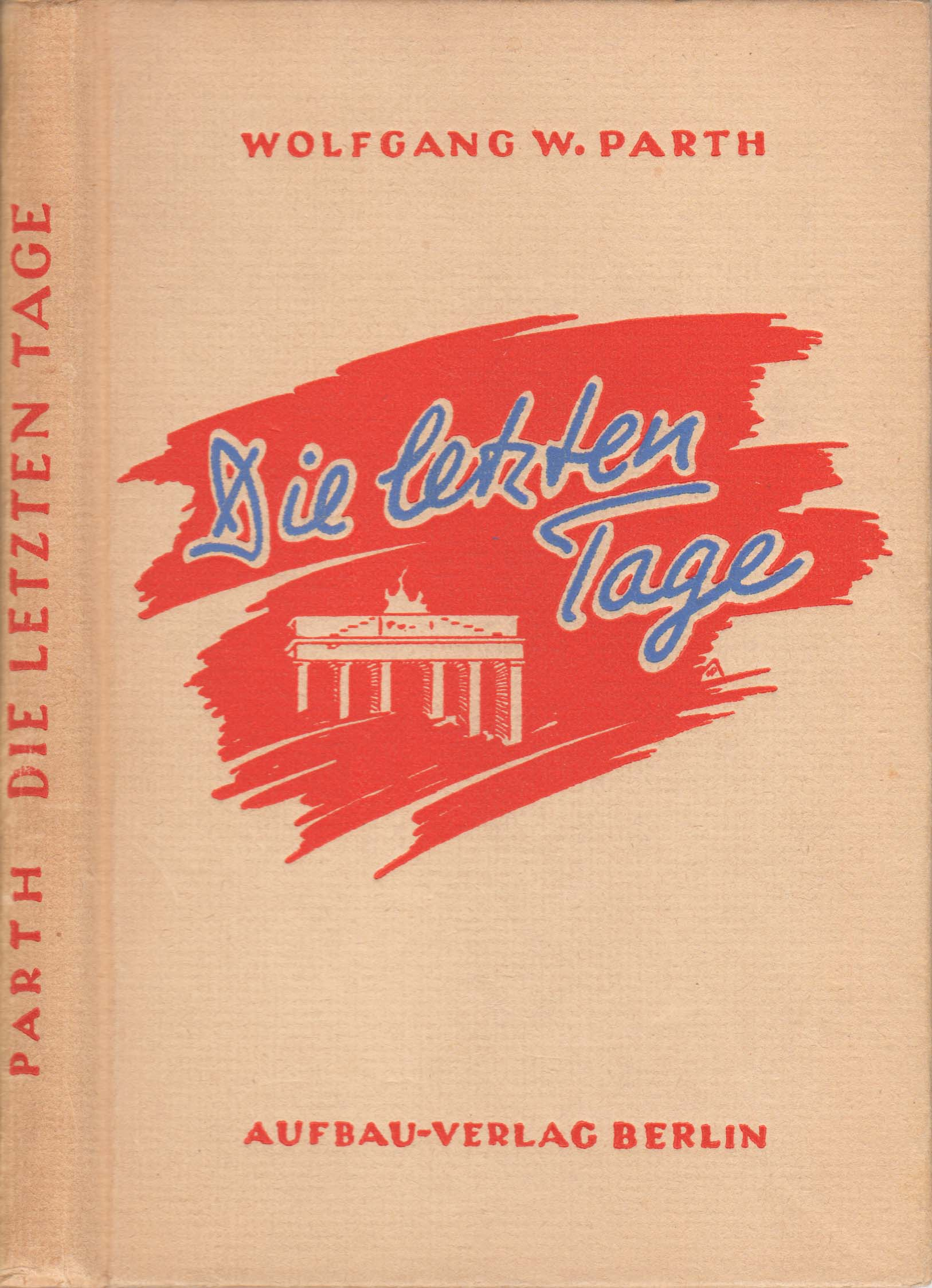
Wolfgang W. Parth: Die letzten Tage (3. Auflage 1946)

Wolfgang Willi Parth war 1941 bis 1946 Soldat, zuletzt Kriegsberichterstatter. Bevor er sich in München als freier Schriftsteller niederließ, war er Dramaturg, Theater- und Literaturkritiker sowie Chefredakteur bei der Illustrierten Revue, wo auch manche seiner Bücher als Vorabdruck erschienen.
Das Kriegsende und die erste Nachkriegszeit, die er in Berlin erlebte, schildert er in „Die letzten Tage“ (1946). Seinen ersten größeren Erfolg hatte er mit dem autobiografisch gefärbten Kriegsroman „Vorwärts, Kameraden, wir müssen zurück“ (1958), der in verschiedene Sprachen übersetzt und bis in die achtziger Jahre neu aufgelegt wurde. Das Buch ist gekennzeichnet von der Verherrlichung der Kriegskameradschaft und der Kritik an Vorgesetzten. Der Roman „Das große Wiedersehen“ (1961) spielt in der Nachkriegszeit und schildert die Aufdeckung eines von einem Offizier begangenen Kriegsverbrechens durch seinen ehemaligen Untergebenen.
Mit dem Roman „Der Fall Barbara Gordon“ (1958) betrat Parth das Gebiet der Kriminalgeschichte. In der romanhaften Biografie „Goethes Christiane“ (1980) versuchte er einen Blick in das Privatleben Goethes, der in den „Geschichten vom Herrn Goethe“ (1981) seine Fortsetzung fand. Daneben gab Parth Anekdotenbücher heraus, z. B. über Richard Wagner und den Chirurgen Sauerbruch.

## Werke (Auszug)
- Die letzten Tage, Aufbau-Verlag Berlin 1946
- Kein Platz für Liebe, Filmvorlage 1947
- Vorwärts Kameraden, wir müssen zurück, Kindler-Verlag München 1958
- Der Fall Barbara Gordon, Verlagshaus Bong & Co. München – Uelzen 1958
- Blonde Hexe Barbara, Lichtenberg-Verlag München 1963
- Das große Wiedersehen, Lichtenberg-Verlag München 1961
- Tödliche Liebe, München 1970
- Das Loch, München 1971
- Wolfgang W. Parth, Michael Schiff, Ivan Steiger: Neues von Radio Eriwan, Lichtenberg-Verlag München, zul. 1984, ISBN 3-596-21299-5
- Wolfgang W. Parth (Hrsg.): Radio Eriwans Nachtprogramm, Lichtenberg-Verlag München 1977, ISBN 978-3-7852-1124-3
- Goethes Christiane – Ein Lebensbild, München 1980, ISBN 3-426-02321-0
- Rock und Rocky retten einen Freund, Kindler-Verlag München 1974
- Rock und Rocky. Hilfe, der Zirkus brennt!, Kindler-Verlag München 1976, ISBN 3-463-00675-8
- Rock und Rocky überlisten eine Fälscherbande, Kindler-Verlag München 1980, ISBN 978-3-463-00632-1
- Rock und Rocky. Abenteuer im Ferienlager, Kindler-Verlag München 1980, ISBN 978-3-463-00631-4
- Geschichten vom Herrn Goethe, München 1981, ISBN 978-3-463-00831-8